# NBA-Draft 2013

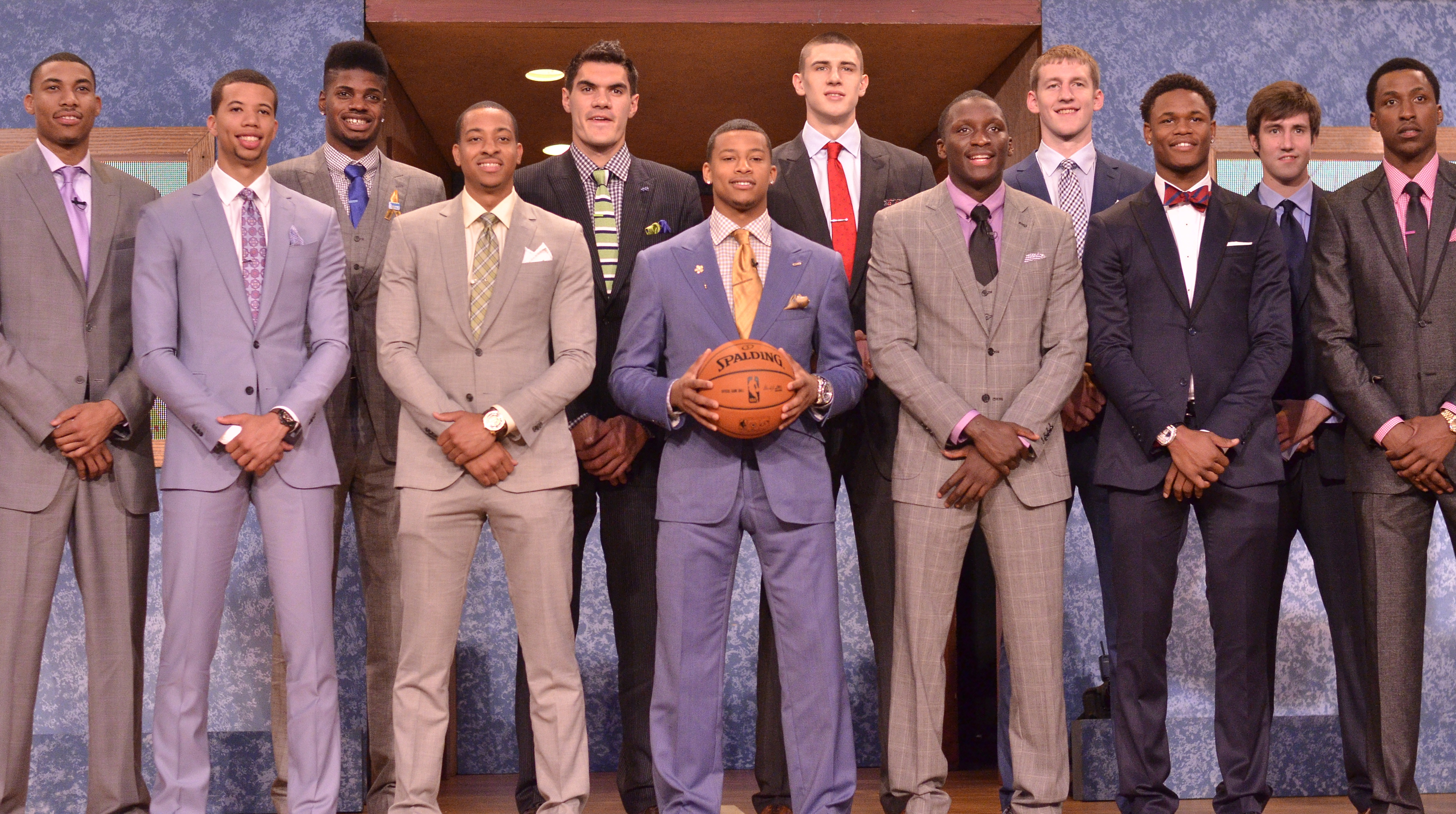

Der NBA-Draft 2013 fand am 27. Juni 2013 im Barclays Center in Brooklyn, New York statt. In zwei Draftrunden konnten sich die 30 NBA-Teams die Rechte an 60 Nachwuchsspielern aus der Collegeliga NCAA und dem Ausland sichern.
Bei der Draft-Lotterie am 21. Mai 2013 wurde die endgültige Auswahlreihenfolge ermittelt. Bei dieser gewichteten Lotterie nahmen die 14 Mannschaften teil, die sich nicht für die Playoffs der Saison 2012/13 qualifizieren konnten. Die Cleveland Cavaliers gewannen die Lotterie vor Orlando Magic und den Washington Wizards.
Alle Spieler, die sich zum Draft anmeldeten, mussten unabhängig von Schulabschluss oder Nationalität vor dem 31. Dezember 1994 geboren sein. Wenn sie kein „internationaler Spieler“ waren, musste zwischen dem Tag der Anmeldung und dem letzten High-School-Jahr mindestens ein Jahr vergangen sein.
Der Kanadier Anthony Bennett wurde als erster Spieler ausgewählt. Hinter ihm folgten Victor Oladipo und Otto Porter.
Am Draft nahmen die deutschen Spieler Dennis Schröder, Elias Harris, Daniel Theis und Bogdan Radosavljević teil. Jedoch wurde nur Schröder an 17. Stelle ausgewählt.

## Runde 1
Abkürzungen: PG = Point Guard, SG = Shooting Guard, SF = Small Forward, PF = Power Forward, C = Center; Fr. = Freshman, So. = Sophomore, Jr. = Junior, Sr. = Senior 
 = All-Star
| Nr. | Name                     | Position | Nationalität       | NBA-Team                                                                           | vorheriges Team/College |
| --- | ------------------------ | -------- | ------------------ | ---------------------------------------------------------------------------------- | ----------------------- |
| 1   | Anthony Bennett          | PF       | Kanada             | Cleveland Cavaliers                                                                | UNLV (Fr.)              |
| 2   | Victor Oladipo           | SG       | Vereinigte Staaten | Orlando Magic                                                                      | Indiana (Jr.)           |
| 3   | Otto Porter              | SF       | Vereinigte Staaten | Washington Wizards                                                                 | Georgetown (So.)        |
| 4   | Cody Zeller              | PF/C     | Vereinigte Staaten | Charlotte Bobcats                                                                  | Indiana (So.)           |
| 5   | Alex Len                 | C        | Ukraine            | Phoenix Suns                                                                       | Maryland (So.)          |
| 6   | Nerlens Noel             | C        | Vereinigte Staaten | New Orleans Pelicans (nach Philadelphia getradet)                                  | Kentucky (Fr.)          |
| 7   | Ben McLemore             | SG       | Vereinigte Staaten | Sacramento Kings                                                                   | Kansas (Fr.)            |
| 8   | Kentavious Caldwell-Pope | SG       | Vereinigte Staaten | Detroit Pistons                                                                    | Georgia (So.)           |
| 9   | Trey Burke               | PG       | Vereinigte Staaten | Minnesota Timberwolves (nach Utah getradet)                                        | Michigan (So.)          |
| 10  | C. J. McCollum           | SG       | Vereinigte Staaten | Portland Trail Blazers                                                             | Lehigh (Sr.)            |
| 11  | Michael Carter-Williams  | PG       | Vereinigte Staaten | Philadelphia 76ers                                                                 | Syracuse (So.)          |
| 12  | Steven Adams             | C        | Neuseeland         | Oklahoma City Thunder (von Toronto via Houston)                                    | Pittsburgh (Fr.)        |
| 13  | Kelly Olynyk             | C/PF     | Kanada             | Dallas Mavericks (nach Boston getradet)                                            | Gonzaga (Jr.)           |
| 14  | Shabazz Muhammad         | SF/SG    | Vereinigte Staaten | Utah Jazz (nach Minnesota getradet)                                                | UCLA (Fr.)              |
| 15  | Giannis Antetokounmpo    | SF/PF    | Griechenland       | Milwaukee Bucks                                                                    | Filathlitikos B.C.      |
| 16  | Lucas Nogueira           | C        | Brasilien          | Boston Celtics (nach Atlanta getradet)                                             | CB Estudiantes          |
| 17  | Dennis Schröder          | PG       | Deutschland        | Atlanta Hawks                                                                      | Phantoms Braunschweig   |
| 18  | Shane Larkin             | PG       | Vereinigte Staaten | Atlanta Hawks (von Houston via Brooklyn, nach Dallas getradet)                     | Miami (FL) (So.)        |
| 19  | Sergey Karasev           | SG/SF    | Russland           | Cleveland Cavaliers (von L.A. Lakers)                                              | Triumph Ljuberzy        |
| 20  | Tony Snell               | SF/SG    | Vereinigte Staaten | Chicago Bulls                                                                      | New Mexico (Jr.)        |
| 21  | Gorgui Dieng             | C        | Senegal            | Utah Jazz (von Golden State via Brooklyn, nach Minnesota getradet)                 | Louisville (Sr.)        |
| 22  | Mason Plumlee            | C/PF     | Vereinigte Staaten | Brooklyn Nets                                                                      | Duke (Sr.)              |
| 23  | Solomon Hill             | SF       | Vereinigte Staaten | Indiana Pacers                                                                     | Arizona (Sr.)           |
| 24  | Tim Hardaway Jr.         | SG       | Vereinigte Staaten | New York Knicks                                                                    | Michigan (Jr.)          |
| 25  | Reggie Bullock           | SF/SG    | Vereinigte Staaten | Los Angeles Clippers                                                               | North Carolina (Jr.)    |
| 26  | André Roberson           | SF/SG    | Vereinigte Staaten | Minnesota Timberwolves (von Memphis via Houston, nach Oklahoma City getradet)      | Colorado (Jr.)          |
| 27  | Rudy Gobert              | C        | Frankreich         | Denver Nuggets (nach Utah getradet)                                                | Cholet Basket           |
| 28  | Livio Jean-Charles       | SF       | Frankreich         | San Antonio Spurs                                                                  | ASVEL Lyon-Villeurbanne |
| 29  | Archie Goodwin           | SG       | Vereinigte Staaten | Oklahoma City Thunder (nach Phoenix getradet)                                      | Kentucky (Fr.)          |
| 30  | Nemanja Nedović          | PG       | Serbien            | Phoenix Suns (von Miami via Cleveland und L.A. Lakers, nach Golden State getradet) | Lietuvos rytas Vilnius  |

## Runde 2
| Nr. | Name              | Position | Nationalität                  | NBA-Team                                                            | vorheriges Team/College             |
| --- | ----------------- | -------- | ----------------------------- | ------------------------------------------------------------------- | ----------------------------------- |
| 31  | Allen Crabbe      | SG/SF    | Vereinigte Staaten            | Cleveland Cavaliers (von Orlando, nach Portland getradet)           | California (Jr.)                    |
| 32  | Álex Abrines      | SG/SF    | Spanien                       | Oklahoma City Thunder (von Charlotte via Boston und Houston)        | FC Barcelona                        |
| 33  | Carrick Felix     | SG       | Vereinigte Staaten            | Cleveland Cavaliers                                                 | Arizona State (Sr.)                 |
| 34  | Isaiah Canaan     | PG       | Vereinigte Staaten            | Houston Rockets (von Phoenix)                                       | Murray State (Sr.)                  |
| 35  | Glen Rice Jr.     | SG       | Vereinigte Staaten            | Philadelphia 76ers (von New Orleans, nach Washington getradet)      | Rio Grande Valley Vipers (D-League) |
| 36  | Ray McCallum      | PG       | Vereinigte Staaten            | Sacramento Kings                                                    | Detroit (Sr.)                       |
| 37  | Tony Mitchell     | PF       | Vereinigte Staaten            | Detroit Pistons                                                     | North Texas (So.)                   |
| 38  | Nate Wolters      | PG       | Vereinigte Staaten            | Washington Wizards (nach Philadelphia getradet)                     | South Dakota State (Sr.)            |
| 39  | Jeff Withey       | C        | Vereinigte Staaten            | Portland Trail Blazers (von Minnesota via Boston und Cleveland)     | Kansas (Sr.)                        |
| 40  | Grant Jerrett     | PF       | Vereinigte Staaten            | Portland Trail Blazers (nach Oklahoma City getradet)                | Arizona (Sr.)                       |
| 41  | Jamaal Franklin   | SG       | Vereinigte Staaten            | Memphis Grizzlies (von Toronto via Dallas und Toronto)              | San Diego State (Jr.)               |
| 42  | Pierre Jackson    | PG       | Vereinigte Staaten            | Philadelphia 76ers (nach New Orleans getradet)                      | Baylor (Sr.)                        |
| 43  | Ricky Ledo        | SG       | Vereinigte Staaten            | Milwaukee Bucks (nach Dallas getradet)                              | Providence (Fr.)                    |
| 44  | Mike Muscala      | PF       | Vereinigte Staaten            | Dallas Mavericks (nach Atlanta getradet)                            | Bucknell (Sr.)                      |
| 45  | Marko Todorović   | C        | Montenegro                    | Portland Trail Blazers (von Boston)                                 | FC Barcelona                        |
| 46  | Erick Green       | PG       | Vereinigte Staaten            | Utah Jazz (nach Denver getradet)                                    | Virginia Tech (Sr.)                 |
| 47  | Raul Neto         | PG       | Brasilien                     | Atlanta Hawks (nach Utah getradet)                                  | Lagun Aro GBC                       |
| 48  | Ryan Kelly        | PF       | Vereinigte Staaten            | Atlanta Hawks (von Houston)                                         | Duke (Sr.)                          |
| 49  | Erik Murphy       | PF       | Vereinigte Staaten / Finnland | Chicago Bulls                                                       | Florida (Sr.)                       |
| 50  | James Ennis       | SF       | Vereinigte Staaten            | Atlanta Hawks (von Houston, nach Miami getradet)                    | Long Beach State (Sr.)              |
| 51  | Romero Osby       | PF       | Vereinigte Staaten            | Orlando Magic (von Golden State Warriors via Denver und New York)   | Oklahoma (Sr.)                      |
| 52  | Lorenzo Brown     | PG       | Vereinigte Staaten            | Minnesota Timberwolves (von Brooklyn via Minnesota und New Orleans) | N.C. State (Jr.)                    |
| 53  | Colton Iverson    | C        | Vereinigte Staaten            | Indiana Pacers (nach Boston getradet)                               | Colorado State (Sr.)                |
| 54  | Arsalan Kazemi    | PF       | Iran                          | Washington Wizards (von New York, nach Philadelphia getradet)       | Oregon (Sr.)                        |
| 55  | Joffrey Lauvergne | C        | Frankreich                    | Memphis Grizzlies (nach Denver getradet)                            | KK Partizan Belgrad                 |
| 56  | Peyton Siva       | PG       | Vereinigte Staaten            | Detroit Pistons (von L.A. Clippers)                                 | Louisville (Sr.)                    |
| 57  | Alex Oriakhi      | C        | Vereinigte Staaten            | Phoenix Suns (von Denver via L.A. Lakers)                           | Missouri (Sr.)                      |
| 58  | Deshaun Thomas    | SF       | Vereinigte Staaten            | San Antonio Spurs                                                   | Ohio State (Jr.)                    |
| 59  | Bojan Dubljević   | C        | Montenegro                    | Minnesota Timberwolves (von Oklahoma City)                          | Valencia Basket                     |
| 60  | Jānis Timma       | SF       | Lettland                      | Memphis Grizzlies (von Miami)                                       | BK Ventspils                        |

## Ungedraftete Spieler
- Will Cherry, University of Montana – Missoula
- Ian Clark, Belmont University
- Will Clyburn, Iowa State University
- Robert Covington, Tennessee State University
- Seth Curry, Duke University
- Troy Daniels, Virginia Commonwealth University
- Brandon Davies, Georgetown University
- Dewayne Dedmon, University of Southern California
- Matthew Dellavedova, Saint Mary’s College of California
- Elias Harris, Gonzaga University
- Phil Pressey, University of Missouri
- James Southerland, Syracuse University
- Adonis Thomas, University of Memphis